# Mistrzostwa NCAA Division I w Zapasach w 1933
Mistrzostwa NCAA Division I w zapasach rozgrywane były w Bethlehem w dniach 24–25 marca 1933 roku. Zawody odbyły się w Taylor Gymnasium, na terenie Lehigh University.

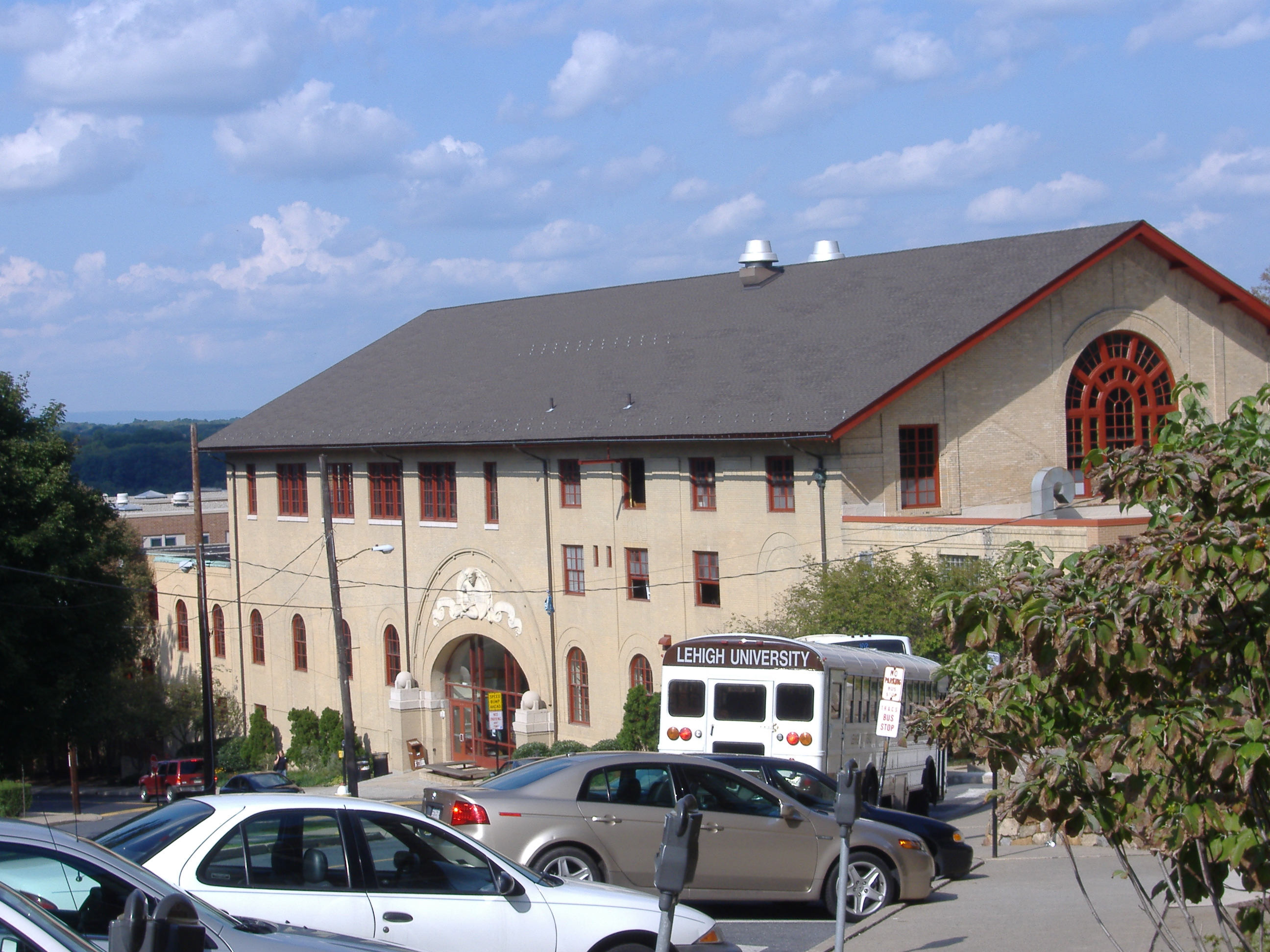
Taylor Gymnasium

- Outstanding Wrestler – Pat Johnson, Alan Kelley

## Wyniki

### Drużynowo
Nie było zawodów drużynowych. Nieoficjalnie tryumfowali: Oklahoma State Cowboys i Iowa State Cyclones

### All American

#### 118 lb
| Lp. | Zawodnik     | Szkoła         |
| --- | ------------ | -------------- |
| 1.  | Rex Peery    | Oklahoma State |
| 2.  | Joe Puerta   | Illinois       |
| 3.  | Milo Meixell | Lehigh         |

#### 126 lb
| Lp. | Zawodnik       | Szkoła         |
| --- | -------------- | -------------- |
| 1.  | Ross Flood     | Oklahoma State |
| 2.  | Robert Emmons  | Illinois       |
| 3.  | Oliver Cellini | Indiana        |

#### 135 lb
| Lp. | Zawodnik       | Szkoła              |
| --- | -------------- | ------------------- |
| 1.  | Patrick Devine | Indiana             |
| 2.  | Roy Phillips   | Franklin & Marshall |
| 3.  | Pat Johnson    | Harvard             |

#### 145 lb
| Lp. | Zawodnik    | Szkoła                      |
| --- | ----------- | --------------------------- |
| 1.  | Alan Kelley | Oklahoma State              |
| 2.  | Foy Stout   | Southwestern Oklahoma State |
| 3.  | Dale Goings | Indiana                     |

#### 155 lb
| Lp. | Zawodnik        | Szkoła            |
| --- | --------------- | ----------------- |
| 1.  | Merrill Frevert | Iowa State        |
| 2.  | Warren Landis   | Virginia Military |
| 3.  | Gus Kremer      | Lehigh            |

#### 165 lb
| Lp. | Zawodnik        | Szkoła                      |
| --- | --------------- | --------------------------- |
| 1.  | George Martin   | Iowa State                  |
| 2.  | Pete Peck       | Lehigh                      |
| 3.  | Orville England | Southwestern Oklahoma State |

#### 175 lb
| Lp. | Zawodnik       | Szkoła         |
| --- | -------------- | -------------- |
| 1.  | Bob Hess       | Iowa State     |
| 2.  | Richard Voliva | Indiana        |
| 3.  | Gordon DuPree  | Oklahoma State |

#### UNL
| Lp. | Zawodnik       | Szkoła                      |
| --- | -------------- | --------------------------- |
| 1.  | Ralph Teague   | Southwestern Oklahoma State |
| 2.  | Robert Jones   | Indiana                     |
| 3.  | Ernest Zellars | Indiana State               |